# 中原太陽
中原 太陽（なかはら たいよう、1982年12月20日 - ）は、日本の男性総合格闘家。東京都港区出身。和術慧舟會GODS代表。

## 来歴
日本人として初めてアマチュア修斗の経験無しでプロに昇格した。
2002年10月13日、DEMOLITIONでプロデビュー。佐藤力と対戦し、判定勝ち。
2003年9月7日、ZST.4で所英男と対戦し、腕ひしぎ十字固めで一本負け。
2006年5月3日、HERO'Sに初参戦。ミドル級（-70kg）トーナメント1回戦でアイヴァン・メンジバーと打撃の攻防を展開したが判定負け。
2006年11月25日、CAGE FORCE 01でエイドリアン・パンと対戦し、三角絞めで一本負け。
2007年9月8日、CAGE FORCE 04で大石真丈と対戦。大石のパンチで右眼が腫れ上がり、ドクターストップによるTKO負け。
2008年4月5日、CAGE FORCE 06の初代バンタム級王座決定トーナメント1回戦でRYOTAと対戦。反則となるグラウンド状態からの顔面蹴り上げでRYOTAが左眼を負傷し、中原に減点1が課された状態で試合は再開されたが、2R終了時のドクターチェックで続行不可能と判断されTKO勝ちとなった。
2008年9月27日のCAGE FORCE 08のトーナメント準決勝で水垣偉弥と対戦予定であったが、怪我により11月8日のCAGE FORCE EX -eastern bound-に延期となるも、怪我が回復せずトーナメントを棄権した。
2010年10月30日、2年半ぶりの復帰戦およびSRC初参戦となったSRC15のバンタム級ASIAトーナメント2010に和術慧舟會推薦選手としてシード出場。準々決勝で石渡伸太郎と対戦し、2-1の判定勝ちを収めた。12月30日、戦極 Soul of Fightで行なわれた準決勝で田村彰敏と対戦し、田村の放った右インローが3度のローブローとなり失格勝ちとなった。

## 戦績
| 総合格闘技 戦績 | 総合格闘技 戦績 | 総合格闘技 戦績 | 総合格闘技 戦績 | 総合格闘技 戦績 | 総合格闘技 戦績 | 総合格闘技 戦績 |
| --------------- | --------------- | --------------- | --------------- | --------------- | --------------- | --------------- |
| 25 試合         | (T)KO           | 一本            | 判定            | その他          | 引き分け        | 無効試合        |
| 16 勝           | 2               | 4               | 8               | 2               | 0               | 0               |
| 9 敗            | 2               | 5               | 1               | 1               | 0               | 0               |

| 勝敗 | 対戦相手                   | 試合結果                            | 大会名                                                                                | 開催年月日     |
| ×    | 倉本一真                   | 1R 2:12 TKO（サッカーボールキック） | RIZIN.26                                                                              | 2020年12月31日 |
| ○    | ムン・ジェフン             | 5分3R終了 判定3-0                   | ROAD FC 036                                                                           | 2017年2月11日  |
| ×    | キム・スーチョル           | 1R 4:48 ギロチンチョーク            | ROAD FC 024 in JAPAN                                                                  | 2015年7月25日  |
| ○    | ヤオ・ホンガン             | 不戦勝（体重超過）                  | REAL 1                                                                                | 2014年12月23日 |
| ○    | マルコス・ヴィニシウス     | 1R 3:21 KO（パンチ連打）            | Rebel FC 1: Into the Lion's Den                                                       | 2013年12月21日 |
| ○    | ジョ・ナンジン             | 5分3R終了 判定2-1                   | Legend Fighting Championship 9 【バンタム級王座決定トーナメント 1回戦】               | 2012年6月16日  |
| ×    | マイケル・モーティマー     | 1R 4:24 失格（後頭部へのパンチ）    | Legend Fighting Championship 7                                                        | 2012年2月11日  |
| ○    | 田村彰敏                   | 1R 2:07 失格（ローブロー）          | 戦極 Soul of Fight 【バンタム級ASIAトーナメント2010 準決勝】                          | 2010年12月30日 |
| ○    | 石渡伸太郎                 | 5分2R終了 判定2-1                   | SRC15 【バンタム級ASIAトーナメント2010 準々決勝】                                     | 2010年10月30日 |
| ○    | RYOTA                      | 2R終了時 TKO（ドクターストップ）    | CAGE FORCE 06 【バンタム級王座決定トーナメント 1回戦】                                | 2008年4月5日   |
| ○    | 手塚基伸                   | 1R 1:07 膝十字固め                  | CAGE FORCE EX -eastern bound-                                                         | 2008年2月11日  |
| ×    | 大石真丈                   | 1R 3:55 TKO（ドクターストップ）     | CAGE FORCE 04                                                                         | 2007年9月8日   |
| ○    | キム・インソク             | 1R 1:55 フロントチョーク            | CAGE FORCE EX -eastern bound-                                                         | 2007年5月27日  |
| ×    | エイドリアン・パン         | 3R 2:00 三角絞め                    | CAGE FORCE 01                                                                         | 2006年11月25日 |
| ×    | アイヴァン・メンジバー     | 5分2R終了 判定0-3                   | HERO'S 2006 ミドル級世界最強王者決定トーナメント開幕戦 【ミドル級トーナメント 1回戦】 | 2006年5月3日   |
| ×    | ハニ・ヤヒーラ             | 1R 1:59 変形チョークスリーパー      | D.O.G IV                                                                              | 2005年12月11日 |
| ○    | フレッド・フェルナンデス   | 1R 2:09 腕ひしぎ十字固め            | D.O.G III                                                                             | 2005年9月17日  |
| ×    | マイク・トーマス・ブラウン | 2R 2:23 変形肩固め                  | D.O.G II                                                                              | 2005年6月11日  |
| ○    | 風田陣                     | 5分2R終了 判定3-0                   | 修斗                                                                                  | 2004年9月26日  |
| ○    | 藤岡正義                   | 5分2R終了 判定3-0                   | DEMOLITION                                                                            | 2004年5月21日  |
| ×    | 所英男                     | 1R 4:56 腕ひしぎ十字固め            | THE BATTLE FIELD ZST.4                                                                | 2003年9月7日   |
| ○    | 尾藤広光                   | 2R 4:01 アームロック                | DEMOLITION                                                                            | 2003年6月29日  |
| ○    | 佐東伸哉                   | 5分2R終了 判定3-0                   | DEMOLITION                                                                            | 2003年2月23日  |
| ○    | 佐藤力                     | 5分2R終了 判定3-0                   | DEMOLITION                                                                            | 2002年10月13日 |
| ○    | 加藤泰貴                   | 5分2R終了 判定40-35                 | ORG the 3rd                                                                           | 2002年6月16日  |